# Eduard Gräfe

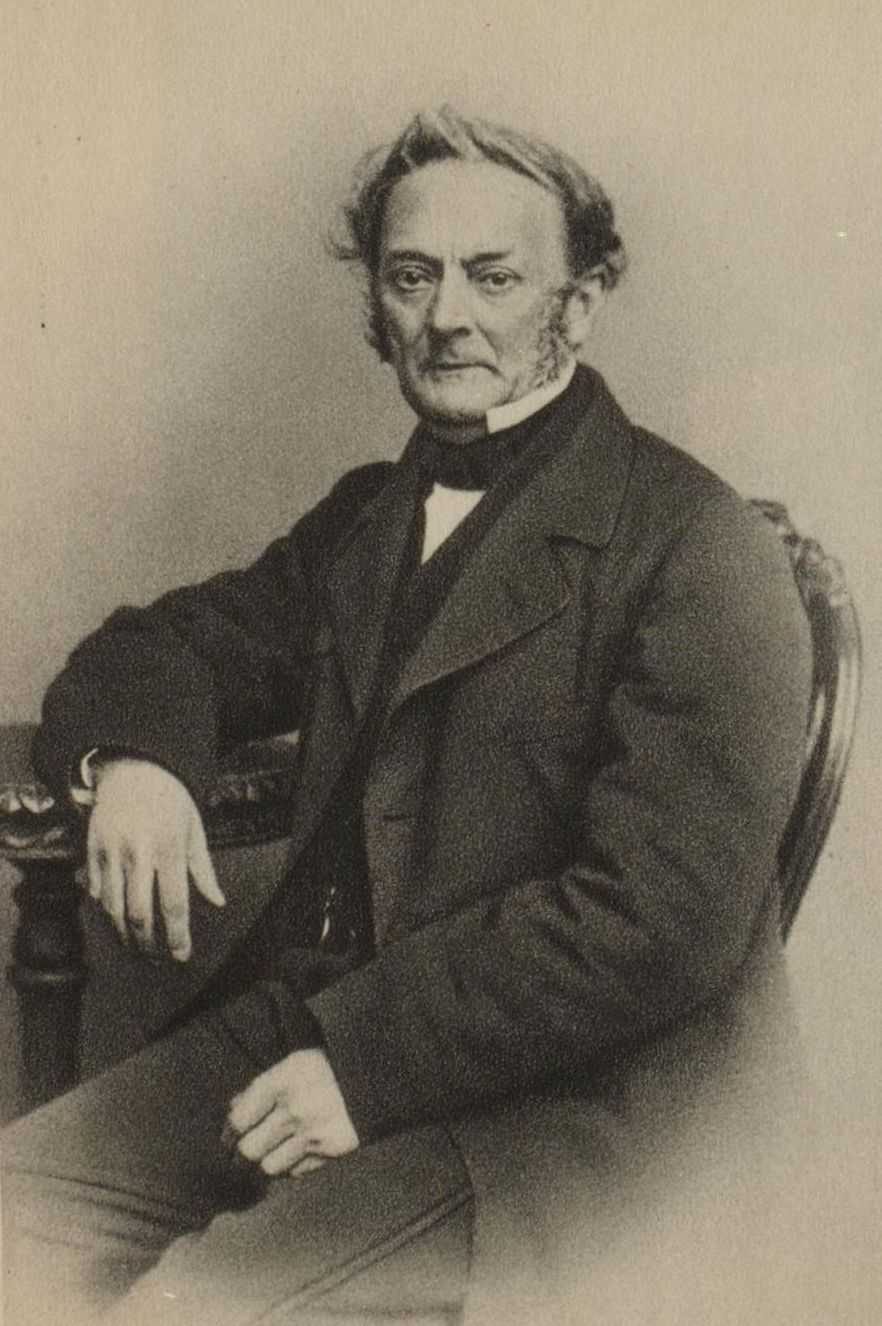
Eduard Gräfe

Heinrich Eduard Gräfe (* 10. Januar 1799 in Hamburg; † 23. August 1867 in Königsberg i. Pr.) war ein deutscher Buchhändler.

## Leben
Gräfe trat 1813 als Lehrling in die Campe’sche Schulbuchhandlung in Braunschweig ein. Von 1819 bis 1823 arbeitete er bei August Wilhelm Unzer in Königsberg. Dort lernte er seine künftige Frau Minna Unzer kennen. 1825 gründete er in Leipzig eine Kommissionsbuchhandlung. Zwei Jahre später verkaufte er das florierende Unternehmen an die Brüder Friedrich Brockhaus und Heinrich Brockhaus, denn sein Schwiegervater wollte ihn in seinem Königsberger Geschäft haben. Gräfe bereute diesen Schritt später sehr.
Die Buchhandlung in Königsberg  wurde ab dem 1. Januar 1832 gemeinsam von Eduard Gräfe als Teilhaber und Johann Otto Unzer, dem Sohn von August Wilhelm Unzer, geführt, nun unter dem Namen Gräfe und Unzer. Gräfe wurde 1848 Alleininhaber. Er konnte die finanziellen Schwierigkeiten seiner Firma überwinden. Die Geschäftsbeziehungen reichten weit über die Grenzen Königsbergs hinaus, bis ins Russische Kaiserreich. Der Versandhandel mit deutschsprachigen Buchtiteln erwirtschaftete den größten Anteil am Erlös.
Der Sohn Heinrich Wilhelm Gräfe trat 1846 als Lehrling in das väterliche Geschäft ein. Er wurde 1856 Geschäftsführer und 1857 Prokurist.